# B股
B股（B share）或B类股，在许多国家的股市都存在，是一种股票类别，可以是普通股或優先股。B类股通常比A类股有更强的表决权或其他优势。一个公司的股权结构，包括其股票类型、有没有B类股，一般由公司法及公司章程确定。
B类股一般是普通股的一种，相对于A类股，B类股可能有不同的表决权。在公司破产时，B类股票可能具有较低的偿还优先级。在具有双重股权结构，或具有多种股票类别且每种类别的投票权不同的公司中，B类股可以为持有人提供更高的表决权，让公司创始人保持对公司的控制权。此外，不同的股票类别也可以是公司奖励早期投资者的一种方式。比如公司可能分配B类股给早期投资者，让他们有更高的股息等福利。

## 香港
B股是香港股票市場中一種股票分類，與其相對的是A股。兩者分別在於B股的面值多是A股的五分之一至十分之一，但兩者的投票權是相等的。所以於1970年代、1980年代很多公司皆曾發行，務求以最少的金錢控制公司，但這也不是無敵的，只要有股東持有足夠的A股，便可召開股東大會，取消B股上市地位。

### B股的出現及取消
香港第一個想出發行B股來控制上市公司的是會德豐大班約翰·馬登於1960年代末至1970年代初，因收購連卡佛及聯邦地產，使股權被攤薄及財困，遂用一種当时西方大部分股票市場已禁用的方法——發行B股來籌集資金。1972年會德豐旗下上市公司皆於同一時期發行B股，1973年太古洋行亦跟隨做法。直至1987年3月27日怡和集團於發年度業績時宣佈除發股息外，還以紅股方式送出B股，當時流傳著怡和集團旗下公司被狙擊，使長江實業及和記黃埔於3月31日公佈除先前公佈的股息外，另加B股。凱瑟克與李嘉誠家族在股票市場的舉動，一時間使十多間上市公司擬仿效及民間爭議；最後隨著4月7日長江實業、和記黃埔及怡和集團先後取消發行B股計劃，風波才得以平息。1989年12月香港聯合交易所修例訂明除特殊情況外，不再考慮B股上市。
在小米集团上市之前，太古股份有限公司的B股股份為碩果僅存的B股，太古A和太古B的股票編號分別是00019.HK和00087.HK。A股與B股所佔權益及獲派發股息是1:5，但投票權相等。有人建議AB股應該合併，即使沒有B股，施懷雅家族所持股份仍能控制太古公司，但太古公司表示相關法律程序的成本很高，沒有此打算。
2013年，香港交易所提出不同投票權架構，並展開諮詢，但建議不獲證監會支持，更有人認為是把監管制度倒退回幾十年前。其後，阿里巴巴因股权结构问题弃港赴美上市，引发香港各界对股权结构的讨论。2015年，香港證監會委員基於公眾利益一致反對「同股不同權」，香港交易所上市委員會擱置撰寫建議草案。

### B股的恢复
随着新加坡于2017年允许「同股不同權」，以及中国科网公司上市热潮，加上林鄭月娥政府的推动，香港各界再次对股权结构进行讨论。香港政府倾向支持双重股权上市结构，目前倾向在主板引入「同股不同权」，获得了香港交易所和香港證監會的支持。雖然被不少股民以及證劵商批評罔顧小股東利益，但措施始終在2018年4月30日開始生效，首間以此種方式上市的公司是小米集團。

### 現有「同股不同權」上市公司
太古股份有限公司、商湯、小米集团、美團點評、阿里巴巴、*京東集團、*中通快遞、BOSS直聘、貝殼
（帶有* 的公司名稱代表同時附帶第二上市身份）

### 曾發B股的公司[9]
會德豐、連卡佛、香港置業信託、格蘭酒店集團、聯邦地產

## 中国大陆
中国大陆的A股供境内投资者投资，B股供境外投资者投资，2001年2月起，持有合法外汇存款的中国大陆居民也可投资。1991年，上海真空电子器件股份有限公司向合格投资者发行面值100元人民币的100万股特种股票，于次年2月上交所上市，成为中国第一支B股。